# O-T Fagbenle
Olatunde Olateju Olaolorun „O-T” Fagbenle (London, 1981. január 22. –)  –) brit színész, forgatókönyvíró és rendező.
Legismertebb alakítása Luke Bankole a 2017-től futó A szolgálólány meséje című sorozatban, mellyel Primetime Emmy-díjra jelölték. 2021-ben a Fekete Özvegy című film szereplője volt.

## Fiatalkora
Londonban született. Édesapja Tunde Fagbenle, joruba nigériai újságíró, édesanyja Ally Bedford.
Az „Olatunde” szó szerinti jelentése „A becsület visszatért” vagy „A becsület helyreállt”. Vezetékneve, a Fagbenle a jorubák körében azt jelenti, „Ifa diadalmaskodik”. Középső neve, „Olateju” jelentése: „a becsület egyértelmű”. Másik középső neve, „Olaolorun” pedig „Isten becsületét”.
Öccsei Luti Fagbenle színész és filmproducer és Daps videórendező és producer. Húga Temi Fagbenle WNBA-játékos és olimpikon.

## Pályafutása
A Royal Academy of Dramatic Art iskolába járt. Főként színházakban játszik. Első filmszerepe a 2006-os Bűnös viszonyok című romantikus filmdrámában volt. 2008-ban a Ki vagy, doki? című sorozat két epizódjában tűnt fel. 2015-ben a The Interceptor című brit minisorozat főszereplője lett. Ezt 2016-ban egy szintén brit minisorozat, a Harlan Coben bemutatja: Az ötödik követte. 2021-ben a Fekete Özvegy című filmben játszott. 2022-ben a WeCrashed című minisorozatban szerepelt.

## Filmográfia

### Film
| Év   | Magyar cím      | Eredeti cím                 | Szerep               | Magyar hang            |
| ---- | --------------- | --------------------------- | -------------------- | ---------------------- |
| 2006 | Bűnös viszonyok | Breaking and Entering       | Joe                  |                        |
| 2007 | Anyád lehetnék  | I Could Never Be Your Woman | Sean                 |                        |
| 2008 |                 | Radio Cape Cod              | Sunday Umankwe       |                        |
| 2014 | Non-Stop        | Non-Stop                    | Jack Rabbitte (hang) |                        |
| 2021 | Fekete Özvegy   | Black Widow                 | Rick Mason           | Horváth-Töreki Gergely |

### Televízió
| Év        | Magyar cím                        | Eredeti cím                   | Szerep              | Megjegyzések                                                      |
| --------- | --------------------------------- | ----------------------------- | ------------------- | ----------------------------------------------------------------- |
| 2002      |                                   | EastEnders                    | Angel Heavy         | 2 epizód                                                          |
| 2004      | Baleseti sebészet                 | Casualty                      | Terry O'Brien       | 1 epizód                                                          |
| 2004      | Bulis hatos                       | As If                         | Tyler               | mellékszereplő                                                    |
| 2004      |                                   | Hollyoaks                     | James Walker        | 1 epizód                                                          |
| 2005      | Doktorok                          | Doctors                       | Todd Dexter         | 1 epizód                                                          |
| 2006      | Agatha Christie: Marple           | Agatha Christie's Marple      | Chris Murphy        | - 1 epizód (Balhüvelykem bizsereg…) - magyar hangja: - Szabó Máté |
| 2006      |                                   | Grownups                      | Dean                | főszereplő                                                        |
| 2006–2007 |                                   | Little Miss Jocelyn           | több szereplő       | 4 epizód                                                          |
| 2007      |                                   | The Last Detective            | Gary Green          | 1 epizód                                                          |
| 2008      |                                   | Quarterlife                   | John                | 4 epizód                                                          |
| 2008      | Dirt: A hetilap                   | Dirt                          | O-T                 | 1 epizód                                                          |
| 2008      | Ki vagy, doki?                    | Doctor Who                    | másik Dave          | 2 epizód                                                          |
| 2008      | A pasifaló                        | My Boys                       | Dez                 | 1 epizód                                                          |
| 2008      |                                   | Consuming Passion             | Jake                | tévéfilm                                                          |
| 2008      |                                   | Walter's War                  | Walter Tull         | tévéfilm                                                          |
| 2009      |                                   | FM                            | Topher Kiefer       | főszereplő                                                        |
| 2009      |                                   | Monday Monday                 | Mark                | 1 epizód                                                          |
| 2009      |                                   | Brothers                      | Walter              | 1 epizód                                                          |
| 2010      |                                   | Material Girl                 | Chris               | főszereplő                                                        |
| 2010      | Dupla vagy minden                 | Double Wedding                | Tate                | tévéfilm                                                          |
| 2010      |                                   | Thorne                        | Dave Holland        | 1 epizód                                                          |
| 2012      | Happy Endings – Fuss el véle!     | Happy Endings                 | Adrian              | 1 epizód                                                          |
| 2012      | Halál a paradicsomban             | Death in Paradise             | Mark Lightfoot      | 1 epizód                                                          |
| 2012      |                                   | Secrets and Words             | Eddie               | 1 epizód                                                          |
| 2013      |                                   | Quick Cuts                    | Gavin               | főszereplő                                                        |
| 2013      |                                   | Pat & Cabbage                 | Steve               | 1 epizód                                                          |
| 2014–2015 | Keresem…                          | Looking                       | Frank               | mellékszereplő                                                    |
| 2015      |                                   | The Interceptor               | Marcus "Ash" Ashton | főszereplő                                                        |
| 2016      | Harlan Coben bemutatja: Az ötödik | The Five                      | Danny Kenwood       | főszereplő magyar hangja Varga Gábor                              |
| 2016      | Keresem… – A film                 | Looking: The Movie            | Frank               | - tévéfilm - magyar hangja: - Megyeri János                       |
| 2016      |                                   | NW                            | Felix               | tévéfilm                                                          |
| 2017–2025 | A szolgálólány meséje             | The Handmaid's Tale           | Luke Bankole        | - főszereplő - magyar hangja: - Láng Balázs                       |
| 2019      | Amerika Huangjai                  | Fresh Off the Boat            | Willie              | 1 epizód                                                          |
| 2020      |                                   | Awkwafina Is Nora from Queens | szemetes fiú        | 1 epizód                                                          |
| 2020      |                                   | Maxxx                         | Maxxx               | főszereplő                                                        |
| 2022      |                                   | The First Lady                | Barack Obama        | főszereplő                                                        |
| 2022      |                                   | WeCrashed                     | Cameron Lautner     | mellékszereplő                                                    |
| 2023      | Titkos invázió                    | Secret Invasion               | Rick Mason          | - 1 epizód - magyar hangja:[forrás?] - Horváth-Töreki Gergely     |